# 141 T Nord 4.1664 à 4.1700
Les 4.1664 à 4.1700 sont des locomotives-tenders de type 141, issues de la transformation de locomotives à tender séparé de type 140 construites au Canada par la Canadian Locomotive Company pour le Railway Operating Division, et arrivées en France en 1917.

## Des machines transformées
À l'origine, ces 140 ont été construites pour permettre la victoire des alliés dans la Première Guerre mondiale. Après l'Armistice, le ministère des Travaux Publics rachète ces machines puis les attribue à la Compagnie des chemins de fer du Nord en réparation des dommages de guerre. Comme la compagnie manque de machines de manœuvre pour remorquer les lourdes rames, elle décide de les transformer en 141 T, leurs tenders étant affectés à d'autres machines de la compagnie. La transformation est effectuée en 1922 par les ateliers de la compagnie à La Chapelle, les entreprises Fives-Lille et Franco-Belge. Après transformation, on obtient une machine robuste et simple à conduire. Huit machines furent équipées de la marche en réversibilité jusqu'à la livraison des nouvelles 141 T 4.1201 à 4.1272.

## Services assurés
La série est éparpillée sur toute la région Nord. Elles sont utilisées pour les manœuvres dans les dépôts ou les gares, des petits trafics marchandises (comme sur la Ceinture par exemple), remorque de trains de jonction pour celles de La Plaine, remonte des trains de Belgique pour celles de Tourcoing, triage, mais aussi au service de banlieue avec les premières rames réversibles Nord. Les dernières machines sont radiées en 1962, concurrencées par la traction diesel.